# Guerra egipcio-otomana (1831-1833)
La primera guerra egipcio-otomana, primera guerra turco-egipcia o primera guerra siria (1831-1833) fue un conflicto militar que enfrentó al Imperio otomano y a Egipto y se desencadenó por la exigencia de Mehmet Alí a la Sublime Puerta de obtener el dominio del Levante mediterráneo en calidad de recompensa por colaborar con el sultán en la guerra de independencia de Grecia. Como resultado de la contienda, las fuerzas de Mehmet Alí se apoderaron temporalmente del Levante, llegando hasta Kütahya.

## Antecedentes
Mehmet Alí planeaba extender sus dominios por el Levante otomano ya en 1812; por entonces, confesó privadamente sus aspiraciones al cónsul británico. Estas aspiraciones permanecieron arrumbadas mientras consolidaba su poder en Egipto, remozaba la administración, los servicios públicos, y las fuerzas armadas, y aplastaba diversas rebeliones –entre ellas, la de los mamelucos y los wahabíes de Arabia– en nombre del sultán Mahmut II.
En 1825, este volvió a solicitar el concurso de Mehmet Alí para sofocar otra revuelta contra su autoridad, en este caso la de los nacionalistas cristianos griegos. A cambio, le prometió entregarle Creta, Chipre y Morea. Su hijo, Ibrahim bajá, obtuvo una serie de rápidas victorias al frente de un ejército de reclutas y, en menos de diez meses desde su desembarco en el Peloponeso en febrero de 1825, se apoderó de casi toda la península. No obstante, los griegos mantuvieron el hostigamiento guerrillero y, en septiembre de 1827, la opinión pública en Rusia, el Reino Unido y Francia obligó a las potencias a intervenir en favor de los griegos. Una flota conjunta británico-ruso-francesa destruyó la de Mehmet Alí en octubre en la batalla de Navarino; sus unidades terrestres fueron expulsadas de Morea al año siguiente tras la llegada de una fuerza expedicionaria francesa y la firma de un acuerdo propugnado por las potencias europeas. Cuando Ibrahim y sus soldados retornaron de Grecia, comenzaron los preparativos egipcios para adueñarse de Siria.

## Invasión de Siria

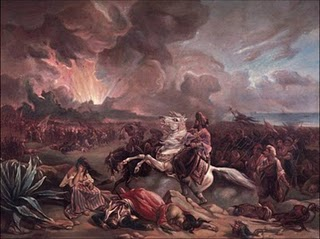
Ibrahim ataca Messolonghi, cuadro de Giuseppe Mazzola en el que muestra un combate entre las fuerzas de Ibrahim y los rebeldes griegos.

El gobernador de Acre, Abdullah Bajá ibn Ali daba amparo a desertores egipcios, y se afirmaba que había rechazado contribuir con la expedición de Mehmet Alí. Los egipcios utilizaron esto como pretexto para enviar tropas por tierra y mar al mando de Ibrahim Bajá a asediar Acre en octubre de 1831. Ibrahim rindió la ciudad seis meses después, en mayo de 1832. Tras apoderarse de Acre, continuó su marcha hacia el norte, y se adueñó de Alepo, Homs, Beirut, Sidón, Trípoli, y Damasco; los ejércitos que el sultán y diversos gobernadores enviaron para detenerlo no pudieron evitarlo.
Aunque el ejército del sultán no se había adaptado bien a los métodos militares europeos como el servicio militar obligatorio y el adiestramiento de unidades, que entonces se intentaban implantar en el marco de las reformas Tanzimat de Mahmut II, estos sí se habían aplicado con éxito a las unidades egipcias de Mehmet Alí. Las victorias de Ibrahim, sin embargo, no se debieron únicamente a la moderna organización de sus tropas. Sus oficiales contaban además con más experiencia de combate que sus adversarios otomanos y se habían curtido en las principales guerras del momento en el imperio: la que habían librado contra los wahabíes en Arabia y la campaña en Grecia. El lema egipcio de liberar a los territorios del «yugo turco» le granjeó a Ibraim además importantes apoyos. Tras someter a las provincias del Levante, el ejército prosiguió el avance en Anatolia a finales de 1832.

### Batalla de Konya
El 21 de noviembre de 1832, los egipcios ocuparon la ciudad de Iconio, en la Anatolia central, relativamente cercana a la capital imperial, Estambul. En consecuencia, el sultán reclutó un nuevo ejército de ochenta mil hombres, cuyo mando concedió a Reshid Mehmed Bajá, el gran visir; este ejército era el último intento del soberano para detener el avance de Ibrahim hacia la capital. Aunque Ibrahim contaba con cincuenta mil soldados, la mayoría de ellos se hallaba disperso a lo largo de las líneas de abastecimiento con El Cairo, y en Iconio apenas tenía quince mil. Pese a ello, cuando los ejércitos chocaron el 21 de diciembre, Ibrahim se impuso claramente al gran visir, al que hizo cautivo cuando se perdió en la niebla mientras trataba de sostener su flanco izquierdo, amenazado por los egipcios. Los egipcios sufrieron solo 792 bajas, frente a los más de tres mil muertos de los otomanos, que perdieron también cuarenta y seis de sus cien cañones. La aplastante victoria de Konya fue el remate  de la campaña egipcia contra la Sublime Puerta y su triunfo más neto; marcó el punto culminante del poderío de Mehmet Alí en la región.

## Consecuencias

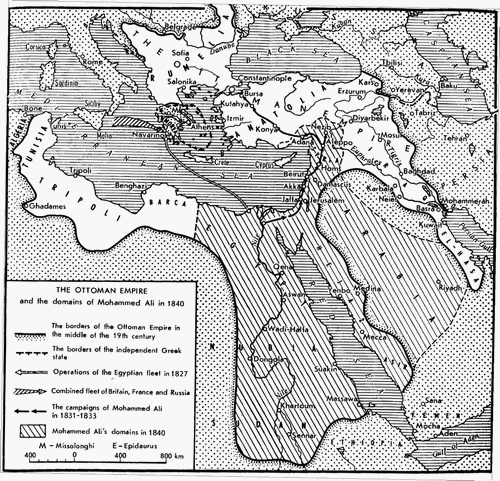
El territorio de Mehmet Alí tras el acuerdo de paz con Mahmut II de 1833.

Aunque Ibrahim tenía expedito el camino a la capital, la crudeza del invierno le obligó a permanecer en Iconio; este retraso le permitió al Gobierno otomano rubricar una alianza con Rusia, cuyas fuerzas se desplegaron por Anatolia y protegieron Constantinopla de los egipcios. La llegada de tropas europeas supuso el fin de la marcha triunfal de Ibrahim. Preocupados por la extensión de la influencia rusa en el Imperio otomano y por la posibilidad de que trastocase el equilibrio de poder en la zona, franceses y británicos obligaron a Mehmet Alí e Ibrahim a firmar la Convención de Kütahya. Según lo dispuesto en esta, el sultán cedía las provincias levantinas a Egipto y nombraba a Ibrahim Bajá gobernador general de la región.
Mehmet Alí quedaba como vasallo nominal del sultán. Seis años después, cuando declaró finalmente la independencia de Constantinopla, el sultán le declaró traidor y envió un ejército contra Ibrahim Bajá, acto que desencadenó la segunda guerra egipcio-otomana.